# Ejército Revolucionario del Pueblo (Colombia)
El Ejército Revolucionario del Pueblo fue un grupo guerrillero colombiano, disidente del Ejército de Liberación Nacional (ELN), activo en el Conflicto armado interno en Colombia durante 1996-2007.

## Historia

### Inicios
En  junio de 1987 20 subversivos del frente "José Solano Sepúlveda" del ELN y otros 10 del Movimiento Independiente Revolucionario Patria Libre, que se acababa de fusionar con el ELN para formar la Unión Camilista - Ejército de Liberación Nacional, fueron enviados por la dirección nacional de esa organización a una zona limítrofe de los departamentos de Antioquia , Sucre y Bolívar con el fin de crear un nuevo frente guerrillero, al que llamaron "Alfredo Gómez Quiñónez" en memoria de uno de sus jefes muertos en combates con las Fuerzas Militares en San Pablo (Bolívar).
Los guerrilleros que hacían parte del Frente Alfredo Gómez Quiñónez, que operaba en los Montes de María, se separaron de la organización para constituir el 10 de agosto de 1996, el Ejército Revolucionario del Pueblo, ERP, comandado por Édgar Castellanos, conocido como Gonzalo, y por los hermanos Simanca Bello. Con la consigna "Por justicia y libertad, ¡Vencer o Morir!", el grupo amplió sus actividades al norte del Tolima, área rural entre Líbano y Venadillo. Inició operaciones debido a diferencias con los principales líderes e ideas del ELN. En enero de 1997 el ERP lanzó un comunicado donde instaba a la población a unirse a la guerrilla.
Su presencia se distribuyó en las áreas de los Montes de María en límites entre los departamentos de Bolívar y Sucre, el Eje Cafetero y el Tolima, siendo su momento de mayor poder en torno al año 1997. Sin embargo, debido a las acciones militares de las Fuerzas Militares de Colombia, e incluso las acciones de otras guerrillas fue perdiendo posiciones hasta sólo cubrir pequeñas zonas en el Tolima y el Magdalena medio. A partir del 2000 fue atacado por los paramilitares de las AUC.

### Debilitamiento y desmovilización
El 22 de enero de 2007 el cabecilla principal, Édgar Castellanos alías Gonzalo o "Guillermo", fue abatido junto a dos mujeres en un operativo militar en un refugio improvisado cerca de una cueva, esto en la localidad de la Sierrita, municipio de Venadillo, Tolima. Al momento de su muerte era culpado de cerca de 30 secuestr0s, siendo conocido en la región como el "Zar del secuestro", siendo responsable de la extorsión de comerciantes, campesinos y empresarios de la región.
Su desmovilización se inició en junio de ese año, hasta que el 15 de septiembre se entregaron los últimos 14 rebeldes, al Batallón Patriotas de la VI Brigada en el sector de La Sierrita, sur del departamento del Tolima, junto a ocho fusiles de asalto, seis armas de corto alcance, 34 proveedores para municiones, un radio de comunicaciones, seis granadas de mano y 1.723 proyectiles de guerra de diferente calibre. Según el entonces líder alías "Carlos" tomó el liderazgo del grupo, siendo el principal responsable de los acercamientos con las autoridades y su eventual desmovilización. Antes de ello, alías "Carlos" había colaborado con el ejército para el desmantelamiento de campamentos de las FARC-EP. En abril de ese año inician a desmovilizarse sus miembros en los Montes de María. El 15 de septiembre de 2007, su desmovilización terminó en la vereda La Sierrita, de Venadillo (Tolima), por la presión de las Fuerzas Militares, los paramilitares y las FARC-EP sobre ellos.

## Delitos
- Asesinato:[14] El 17 de marzo del 2006, miembros del ERP emboscaron a tres oficiales en un parque del corregimiento de Convenio en Líbano (Tolima). En el ataque otros tres civiles fueron heridos.[15]
- Secuestro: de cuatro miembros de una ONG,[16] del comerciante Adolfo Charry y a su hijo, los secuestraron cerca de Anzoátegui  (Tolima).[17]